# Sveriges Kvinnliga Fredsförening
Sveriges Kvinnliga Fredsförening, eller SKF, var en svensk pacifistisk fredsförening för kvinnor. Den bildades av Emilia Broomé 1898 och uppgick i Svenska fredsförbundet 1911.